# 靈寶 (李盛明)
靈寶（1629年十一月）是明朝崇禎時期民變領袖李盛明的年號，前後共1個月。
崇禎二年（1629年），山東白蓮教頭目李盛明與萊陽縣人董大成與招遠縣人許湯預謀在崇禎三年（1630年）元旦起兵，但許湯在事發前殺死官吏，於是提早在崇禎二年（1629年）十一月起兵造反，眾人奉李盛明為首，建元「靈寶」，圍攻萊陽縣城十幾日。登州總兵張可大派兵剿賊，董大成、許湯等人被擒殺，李盛明下落不明。

## 西曆紀年對照表
| 靈寶 | 元年   |
| ---- | ------ |
| 西元 | 1629年 |
| 干支 | 己巳   |

## 同期存在的其他政權年號
- 中國
  - 崇禎（1628年－1644年）：明朝—朱由檢之年號
  - 瑞應（1621年－1629年）：明朝時期—奢崇明之年號
  - 天聰（1627年－1636年）：後金—太宗皇太極之年號
- 越南
  - 永祚（1618年－1629年）：後黎朝—神宗黎維祺之年號
  - 隆德（1629年－1635年）：後黎朝—神宗黎維祺之年號
- 日本
  - 寬永（1624年－1644年）：後水尾天皇、明正天皇、後光明天皇之年號